# Anisodes gaudebunda
Anisodes gaudebunda är en fjärilsart som beskrevs av Louis Beethoven Prout 1936. Anisodes gaudebunda ingår i släktet Anisodes och familjen mätare. Inga underarter finns listade i Catalogue of Life.